# Christian Scriver

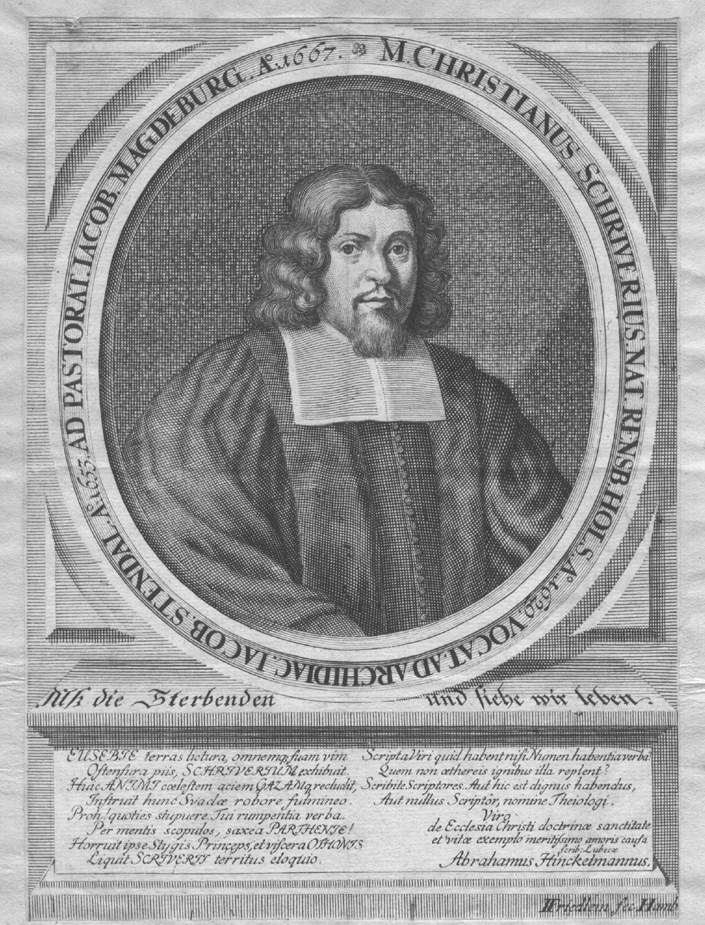
Christian Scriver, zeitgenössischer Kupferstich

Christian Scriver (* 2. Januar 1629 in Rendsburg; † 5. April 1693 in Quedlinburg) war ein deutscher lutherischer Geistlicher, Erbauungsschriftsteller und Kirchenlieddichter.

## Leben und Werk

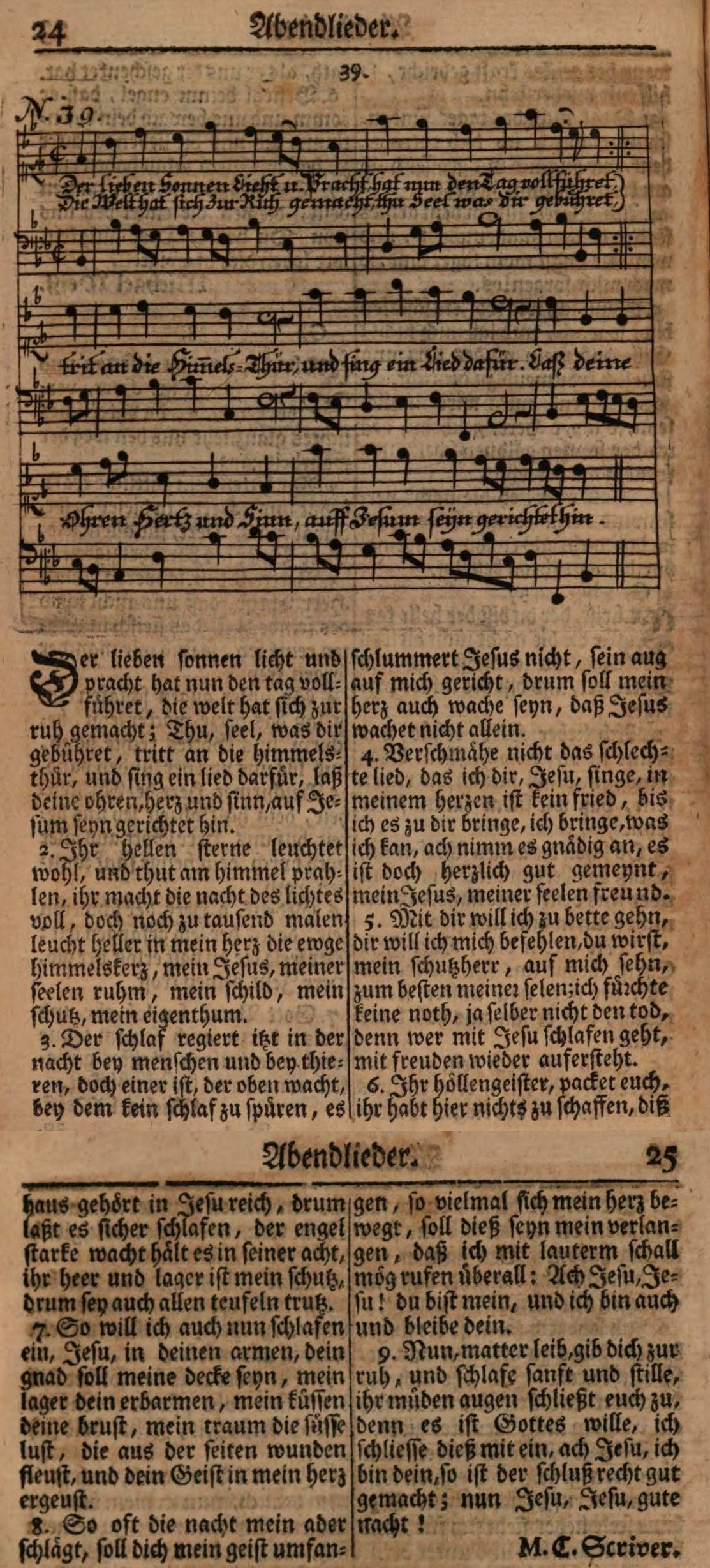
Der lieben Sonne Licht und Pracht in Schemellis Musicalischem Gesangbuch (Leipzig 1736) mit der Harmonisierung von Johann Sebastian Bach (BWV 446)

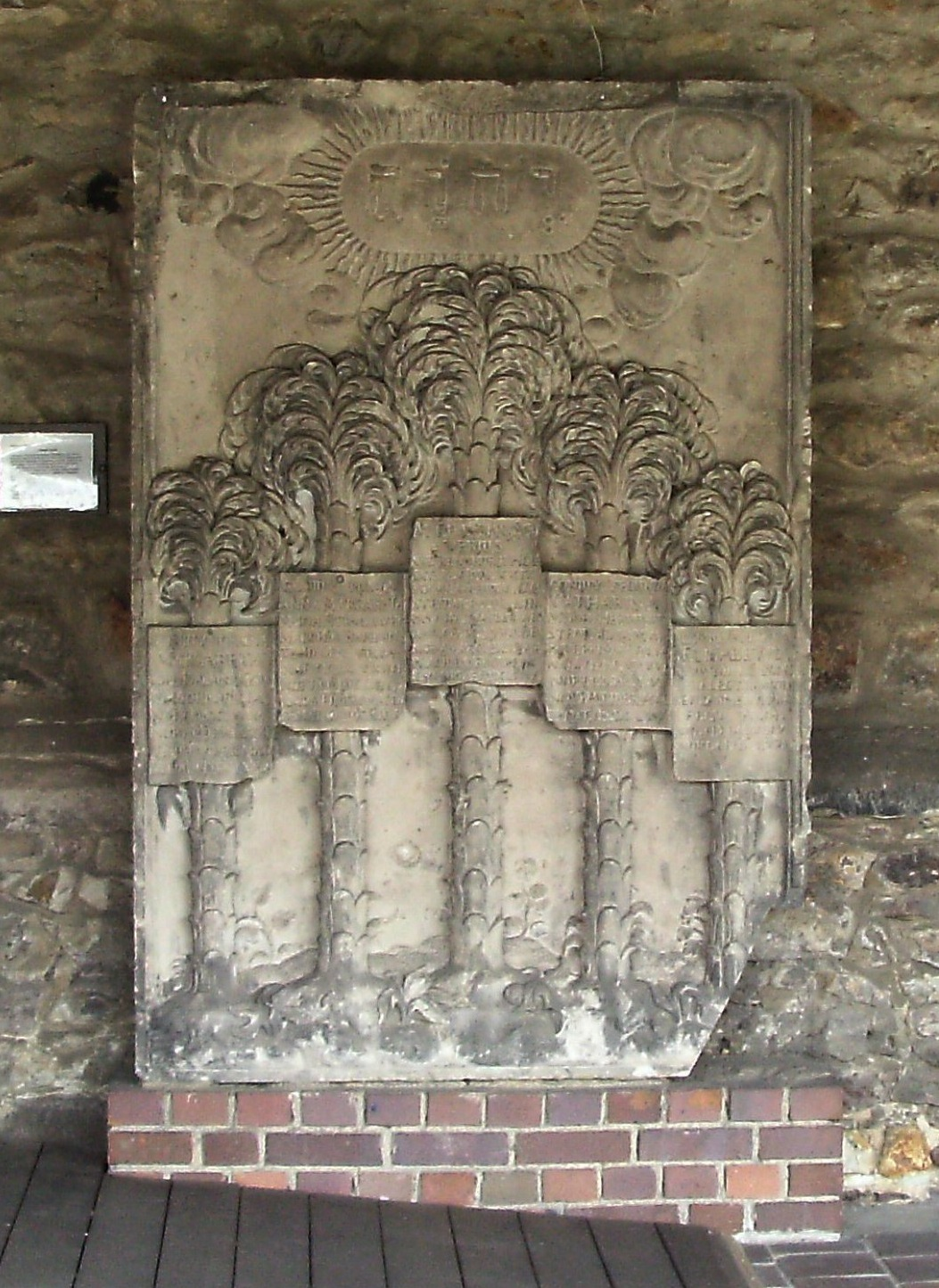
Magdeburg, Wallonerkirche, Epitaph von Christian Scriver und seinen vier Ehefrauen, lateinisch bezeichnet als coniux tertia, coniux prima, coniux secunda, coniux quarta

Scriver war der jüngste Sohn des Rendsburger Kaufmanns Christian Scriver und dessen Frau Abigail, Tochter des Lübecker Kaufmanns Thomas Heben. Sein Vater und drei seiner Geschwister starben im Jahr seiner Geburt an der Pest. Seine Mutter heiratete den Rendsburger Propst Gerhard Kuhlmann, der allerdings auch schon 1635 starb, worauf sie mit ihren Kindern zu ihrem Vater zog. Er besuchte 1645 bis 1647 das Katharineum zu Lübeck und studierte dann an der Universität Rostock. Dort wurde Scriver 1651 zum Magister promoviert. Anschließend war er zunächst Hauslehrer. 1653 wurde er zum Archidiakon an der Jakobikirche in Stendal berufen und 1667 zum Pfarrer der Jakobikirche in Magdeburg. Im Jahr 1690 wurde Scriver von Anna Dorothea von Sachsen-Weimar zum Oberhofprediger am Stift Quedlinburg berufen, wo er jedoch bald erkrankte und starb.
Als Erbauungs- und Volksschriftsteller übte er auf seine Zeitgenossen und die Nachwelt einen großen Einfluss aus. Durch seine Kritik an den Missständen und äußerlichen Verhältnissen der lutherischen Kirche seiner Zeit wurde er zu einem Wegbereiter des Pietismus, wobei er in der Lehre klar der lutherischen Orthodoxie verpflichtet blieb. Scrivers Herrlichkeit und Seligkeit der Kinder Gottes erfuhr zahlreiche Auflagen in der Bearbeitung seines Schwiegersohns Johann Heinrich Hävecker und wurde noch nach dem Tod beider 1730 und 1864 neu herausgegeben. Scrivers Seelen-Schatz, eine Sammlung seiner Wochenpredigten an der Magdeburger Sankt-Jakobi-Kirche, erlebte 1744 die zwölfte Auflage. Christian Scriver ist der Textdichter des Kirchenliedes Der lieben Sonne Licht und Pracht (EG 479).
Scriver war viermal verheiratet. Von seinen insgesamt 15 Kindern überlebten ihn nur der Sohn Michael Heinrich aus der zweiten Ehe und die jüngste Tochter Catharina Elisabeth aus der letzten Ehe mit Elisabeth Silohin.
Sein Grabmal befand sich in der Sankt-Jakobi-Kirche und wurde für ihn und seine vier Ehefrauen noch zu seinen Lebzeiten von Tobias Wilhelmi junior geschaffen. Nach dem Abriss der Kirche wurde es im Kreuzgang der Wallonerkirche aufgestellt.

## Gedenktag
5. April im Evangelischen Namenkalender.

## Werke (Auswahl)
- Chrysologia catechetica. Goldpredigten über den lutherischen Katechismus. 1658. (Digitalisat und Volltext)
- Gottholds zufällige Andachten. Leipzig 1671. (Digitalisat und Volltext)
- Das Verlohrne und wiedergefundene Schäfflein. Magdeburg 1672. (Digitalisat und Volltext im Deutschen Textarchiv)
- Seelen-Schatz: Darinn von der menschlichen Seelen hohen Würde/ tieffen und kläglichen Sünden-Fall/ Busse und Erneurung durch Christum/ Göttlichen heiligen Leben/ vielfältigen Creutz/ und Trost im Creutz/ seligen Abschied auß dem Leibe/ Triumphirlichen und frölichen Einzug in den Himmel/ und ewiger Freude und Seligkeit/ erbaulich und tröstlich gehandelt wird. Magdeburg 1675. (Digitalisat)
- Die Herrlichkeit und Seligkeit der Kinder Gottes in Leben, Leiden und Sterben. 1680. (Digitalisat)
- Gotthold’s Siech- und Siegesbett. Nürnberg 1687.